# 生物多样性抵消
生物多样性抵消或生物多样性补偿是指为了减轻人类活动对生物多样性的负面影响而提出的一套方法。抵消通常被认为是抵消层次（避免影响、减少和抵消）的最后一步，在抵消任何剩余影响之前，开发商必须首先避免、最小化和逆转预计的的生物多样性影响。抵消的目标是在生物多样性方面实现无净损失，最好是实现生物多样性的净收益。截至2018年，已经有超过100个国家开始研究或者使用生物多样性抵消，70个国家制定了生物多样性抵消的相关法规。

## 机制
生物多样性抵消主要包括3个机制：
- 直接抵消：开发商自行采取补偿措施，例如修复生态环境或收购自然区域并实施适当的保护计划
- 银行机制：银行在未来的发展项目产生负面影响之前，实施修复项目，抵消开发商未来需求的信贷
- 抵消专款：由政府机构向开发商募集资金，用于生态环境的修复

## 各国对生物多样性抵消的要求

### 国际组织
生物多样性抵消最早可以追溯到1970年代的补偿性抵消。1971年签署的《湿地公约》最早提出了对湿地破坏进行补偿的要求。
2007年，新保护科学(New Conservation Science)发起生态系统与生物多样性经济学研究，评估生物多样性的经济价值和生物多样性减弱所造成的损失，大力推动了生物多样性抵消的发展。
《欧盟生物多样性战略2020》将生物多样性抵消和无净损失作为其战略计划的一部分。

### 美国
在美国，湿地和溪流的生物多样性抵消主要是由《清洁水法》和《美国陆军工程兵团条例》指导，濒危和受威胁物种的生物多样性抵消主要由1973年的颁布的《濒危物种法》负责。
美国在1972年修订的《清洁水法》第404条要求开发商必须首先采取所有适当和可行的步骤尽量避免、减少对水生资源的影响，对于不可避免的影响需要进行补偿性抵消，来弥补水生资源的损失。1990年又根据该条款发布了美国联邦抵消协议备忘录(1990 Federal Mitigation Memorandum of Agreement)，正式规定应当采取措施避免破坏环境、尽量减少对环境的破坏和潜在影响、对于无法避免或减少的负面影响应采取生物多样性抵消（包括恢复受损区域、新建区域、增强现有区域、保护现有区域）。备忘录还将抵消银行作为一种可行方式，开发商可以通过市场机制从第三方银行中购买生物多样性信贷来实现抵消。同年，美国第一家栖息地抵消银行成立。1995年，美国陆军工程兵团发布《联邦抵消银行的建立、使用和运营指南》。
美国总统乔治·赫伯特·沃克·布什在1989年提出的无净损失概念，在1996年成为美国湿地保护政策的核心条例。
2008年美国颁布《水域资源损害补偿最终规则》，正式确立美国3种湿地抵消机制，即抵消银行、替代费抵消(In-Lieu Fee Mitigation, ILF)和开发商自行抵消(Permittee-Responsible Mitigation, PRM)。抵消银行是由第三方银行通过主动修复和新建保护区域，获取生物多样性净收益；替代费抵消允许开发商选择支付替代费，让第三方进行生物多样性抵消；开发商自行抵消则是开发商自行重建或修复被破坏的环境。其中抵消银行的方式最受青睐。根据2016年的估算，美国100多家抵消银行每年产生的交易额约有13‒22亿美元。

### 德国
德国1976年在《联邦自然保护法》的第13‒19条中引入了生物多样性抵消方面的要求，这些条例被称为《影响抵消条例》。条例要求避免重大的负面影响，并补偿人类干预对自然资产的残余影响。要求通过新建、保护或增强栖息地来抵消任何无法避免的负面影响，但不允许通过减少栖息地在未来被破坏的可能性来抵消现有的负面影响。
2004年起，德国开始发展栖息地银行，实现抵消信用的存储和交易，抵消费用由项目方承担。

### 加拿大
加拿大1985年的《渔业法》要求禁止任何“有害地改变、破坏或毁坏鱼类栖息地”，除非得到渔业和海洋部的许可。2012年，加拿大政府对该法的鱼类栖息地保护条款进行了重大修订，并于2013年生效，进一步提升生物多样性抵消的法律地位。

### 英国
2007年，英国工党政府选择生物多样性抵消作为“生物多样性市场创建”可能性的一种探索。2012年，英国环境、食品及农村事务部开始正式在英格兰启动生物多样性抵消的自愿试点项目。

## 争议
生物多样性抵消对生物多样性收益的量化，使得过程和结果更加透明和可靠，更容易被政府和公众接受，也降低了漂綠的可能性。但生物多样性抵消在实施过程中也发现许多企业无法完全遵守生态补偿要求。例如，美国俄亥俄州约2/3的湿地抵消计划不满足生态补偿要求；新西兰超过1/3的项目未达到生态补偿要求；加拿大86%的鱼类生境恢复项目没有实现无净损失。这也被批评为过于以结果为中心的功利主义，而忽略了对行动的监管。
另外，无净损失是否能够真正实现也存在争议，恢复或重建的生境通常并不能提供足够的生态系统服务，而且由于地理位置的多样性和特殊性，没有完全相同的生境，无净损失无法应对灭绝等严重的后果。人工湿地取代自然湿地能否实现无净损失也存在疑问。
生物多样性抵消的费用也是被质疑的对象。例如在英国达灵顿，一家企业进行水处理项目时遇到了10只无危的大凤头蝾螈，根据法规要求，企业不得不花两年时间和25万英镑为这些大凤头蝾螈建造新的栖息地并转移它们，如果这部分花费用于保护濒危物种，或许能够创造出更高的价值。同时这又牵扯出保护优先级的问题。虽然生物多样性抵消常被当作一种简单和低成本的保护生态的手段，但也造成对其他保护方式的忽略，从而导致生物多样性抵消有可能变成“破坏许可证”。